# Bülent Keneş
Bülent Keneş (né en 1969 à Malatya en Turquie) est un journaliste turc. Il est le rédacteur en chef de Today's Zaman. Il avait auparavant été rédacteur en chef de Bugun.

## Biographie
Keneş possède un baccalauréat en relations internationales de l'université du Bosphore. Par la suite, il reçoit deux maitrises, l'une de l'université de Marmara et l'autre de l'université Fatih. Finalement, il possède un doctorat de l'université de Marmara. En octobre 2015, il est arrêté pour avoir insulté le président turc Recep Tayyip Erdoğan. Il avait auparavant été condamné à 21 mois de prison pour des messages Twitter contre le président. Il est le deuxième rédacteur en chef du journal à être arrêté après que Ekrem Dumanlı fut mis en garde à vue trois jours en décembre 2014. Plus tard dans le mois, la 8e cour pénale de la paix juge que Keneş n'a commis aucun crime et exige sa libération immédiate de la prison de Silivri où il a été gardé pendant presque une semaine. La cour a jugé que le message Twitter de Bülent Keneş ne consiste pas un crime et que son arrestation est en opposition à l'article 10 de la Convention européenne des droits de l'homme.
Le 27 juillet 2016, il est de nouveau arrêté en compagnie de 46 autres anciens employés du quotidien à la suite de la tentative de coup d'État sous le prétexte que Keneş et ses anciens collègues aient été au courant d'un réseau Gülen, jugé responsable de la tentative de coup d'État par la Turquie.
Réfugié en Suède, Bülent Keneş est menacé d'extradition vers la Turquie, Recep Tayyip Erdoğan ayant exigé que lui soient remis des réfugiés politiques en échange de l'adhésion de la Suède à l'OTAN. En février 2022, il est convoqué par les services de renseignements suédois pour un interrogatoire. En novembre de la même année, le journal pro-gouvernemental turc Sabah publie des photos et des vidéos de plusieurs dissidents turcs exilés en Suède, avec leurs adresses, parmi lesquels Bulent Kenes. Deux journalistes turcs réfugiés en Suède sont ensuite agressés.